# Granatnik AWGŁ-3
AWGŁ-3 (Automatyczna Wyrzutnia Granatów Łzawiących) – polskiej konstrukcji urządzenie do miotania granatów łzawiących. Montowana była zazwyczaj na samochodach terenowych UAZ 469. Wprowadzona na stan wyposażenia ZOMO w roku 1982. Używana do dziś, jednak z powodu o wiele mniejszej liczby oraz ryzyka wynikającego z zamieszek/demonstracji praktycznie nie używana.
Prace nad automatyczną wyrzutnią granatów łzawiących, która miała zastąpić czterolufową jednostrzałową wyrzutnię WŁ-1, podjęto w 1973 roku w Ośrodku Badawczo-Rozwojowym przy Zakładach Metalowych Łucznik w Radomiu. Powstały dwa prototypy, AWGŁ-1 z zamkiem ryglowanym i AWGŁ-2 z zamkiem swobodnym. W 1977 roku zatwierdzono do użytku drugi model, którego produkcję podjęto w Zakładach Metalowych Ponar w Tarnowie.
Konstrukcja wyrzutni oparta jest na mechanizmach i zespołach karabinka AKM. Przeznaczona do miotania granatów łzawiących UGŁ-200 przy użyciu 7,62 mm uniwersalnych nabojów miotających UNM wz. 43/60. Stosowane są też uniwersalne granaty dymne UGD-200. AWGŁ-3 stanowi zespół 5 pojedynczych wyrzutni montowanych na wspólnej podstawie. Podstawa jest wyposażona w mechanizm naprowadzania i przystosowana jest do instalowania na platformie samochodu terenowego. Każda wyrzutnia zasilana jest nabojami miotającymi z 30-nabojowego magazynka łukowego dostawianego od dołu (od karabinka AKM), a granatami z magazynka pudełkowego dostawianego od góry. Każda z 5 luf ma długość 100 cm. Każda z luf może być także zdemontowana, co sprawia, że AWGŁ staje się ręczną wyrzutnią granatów. Urządzenie spustowe zaprojektowane jest do prowadzenia 3 różnych rodzajów ognia – tylko ze środkowej lufy, z trzech luf wewnętrznych lub ze wszystkich pięciu luf naraz. Szybkostrzelność była tak wysoka, że wystrzelenie zapasu amunicji (znajdującego się w magazynkach) było możliwe w zaledwie 2–3 sekundy.